# Cyclophora semifasciata
Cyclophora semifasciata är en fjärilsart som beskrevs av Derenne-meyers 1929. Cyclophora semifasciata ingår i släktet Cyclophora och familjen mätare. Inga underarter finns listade i Catalogue of Life.